# Isla de Día
Día (en griego, Δíα) es una isla situada a algunos kilómetros al norte de la capital de Creta, Heraclión. La isla, actualmente deshabitada, es una reserva de cabras salvajes.
De forma vagamente cuadrangular, la isla tiene una longitud de 5 km y una anchura de 3, aproximadamente. De una superficie de 12 km², es la isla más grande del litoral cretense. Tiene 220 m de altitud máxima y cuatro bahías.

## Arqueología
Las exploraciones arqueológicas que se han realizado en la isla muestran que estuvo habitada durante la época minoica. Se han hallado restos de un asentamiento cerca de la bahía de Agios Georgios y varias piedras pertenecientes a muros ciclópeos en el fondo del mar. Se ha sugerido que debió ser un puerto importante en esa época.

## Mitología
Según la mitología griega, Teseo habría hecho escala allí junto con Ariadna después de haber matado al Minotauro. Según la Odisea de Homero, allí Artemisa mató a Ariadna.